# واپشانکا
واپشانکا (به لاتین: Łapszanka) یک روستا در لهستان است که در گمینا واپشه نگژنه واقع شده‌است. واپشانکا ۴۰۰ نفر جمعیت دارد.